# Oniscide
Oniscidele (Oniscidae) este familie de crustacee izopode terestre din subordinul oniscideelor. Ele au uropodele îndreptate înapoi, vizibile dinspre partea dorsală, lipsite de sistem traheal și fără posibilitate de volvație. Flagelul antenar este format din 2-3 sau mai multe articole. Corpul, de dimensiuni foarte variabile, între 2 și 18 mm lungime, slab păros, totdeauna este granulat sau prevăzut cu coaste. Printre speciile mai cunoscute se numără molia zidurilor (Oniscus asellus) semnalată și în România, care este o specie polifagă și poate produce pagube legumelor depozitate în beciuri sau în alte locuri și în culturile de ciuperci.